# Leo Kanner
Pour les articles homonymes, voir Kanner.
Leo Kanner, né le 13 juin 1894 à Klekotów dans le Royaume de Galicie et de Lodomérie de l'Empire austro-hongrois (aujourd'hui en Ukraine), province de l'Empire austro-hongrois, et mort le 3 ou le 4 avril 1981 à Sykesville, Maryland (États-Unis), est un pédopsychiatre connu pour avoir défini le tableau clinique de l’autisme infantile précoce.

## Biographie
À l'âge de 12 ans il part chez un oncle à Berlin où il est rejoint par toute sa famille qui s'y installe en 1906. Il montre un goût et des talents littéraires précoces encouragés par ses professeurs de lycée ; le Berliner Morgenpost publie ses comptes rendus des conférences littéraires auxquelles il assiste . Ses études secondaires achevées au Sophien Gymnasium en 1913, il entreprend des études de médecine à l’université de Berlin. La Première Guerre mondiale suspend ces études : Kanner est alors affecté au service de santé des armées. La paix revenue il achève ses études de médecine le 10 décembre 1919. Il adopte alors la nationalité allemande. Ensuite, il effectue son internat, et devient résident à l’hôpital de la Charité de Berlin jusqu’en 1922.
Il était père de deux enfants.

### Aux États-Unis
Ensuite, pour échapper à l'inflation frappant l’Allemagne , il émigre aux États-Unis en 1924 avec sa femme et sa fille. Il obtient le titre américain de docteur en médecine. Entre 1924 et 1928, il exerce comme Senior Assistant à l’hôpital d’État de Yankton dans le Dakota du Sud. Souhaitant approfondir ses connaissances en psychiatrie, il poursuit des études à l'université Johns-Hopkins (spécialisation délivrée par l’American Board of Psychiatry and Neurology in Psychiatry).
Il a ensuite un poste à la Harriet Lane Home for Invalid Children (un établissement d'accueil pour enfants infirmes) qui dépendait aussi de l'université Johns-Hopkins.
C'est en 1930, qu'il crée le premier service de psychiatrie infantile dans un hôpital  de Baltimore (à l'hôpital Johns-Hopkins).
En 1935, il écrit Child Psychiatry, premier ouvrage de référence dans cette discipline en langue anglaise.

### Autisme
Huit ans plus tard, en 1943 — l'année même ou Hans Asperger soumet à la publication Die Autistischen Psychopathen, publié en 1944 — il écrit et publie un article, intitulé Autistic Disturbance of Affective Contact, où il postule à partir de onze cas d'enfants suivis depuis 1938 que plusieurs troubles qui étaient auparavant dispersés sous des appellations variables, ne forment qu’une seule maladie. Dans l'article de Kanner ces onze enfants, huit garçons et trois filles, sont anonymisés ; ils sont désignés par leur prénom et l'initiale de leur patronyme auxquels s'adjoint leur date de naissance : ces maigres informations ont toutefois permis d'identifier huit de ces enfants.[réf. nécessaire] Ainsi, Donald T., le premier cas étudié dans l'article princeps de 1943, est identifié en 2010 ; à cette date Donald Grey Triplett était encore bien vivant (jouant au golf, conduisant sa voiture).
L'appellation « autisme infantile précoce » est donnée l'année suivante au syndrome qui porte son nom, l’autisme de Kanner.
En 1956, avec Leon Eisenberg, il publie un texte intitulé Early Infantile Autism, 1943-55, qui connaît immédiatement une grande diffusion et qui est la référence incontournable dans les années 1960[réf. nécessaire]. Sur la base de dix années d'observations supplémentaires, ils reprennent les cinq conclusions exposées dans la publication de 1943 et posent deux caractéristiques pathognomoniques : un isolement extrême (« extreme self-isolation ») et un désir obsédant de préserver l'immuabilité (« the obsessive insistence on the preservation of sameness »).
L'observation de rituels élaborés devait permettre de distinguer les enfants autistes des enfants souffrant de retard mental (d'oligophrénie suivant la terminologie de l'époque). S'ils envisageaient dans cette publication une pluralité de causes étiologiques, ils y firent aussi mention à plusieurs reprises du rôle défavorable de l'environnement familial dans lequel la majorité des enfants observés avaient grandi (des expressions telles que « emotional refrigeration » qui figureront plus tard dans les controverses y apparaissent à plusieurs reprises).
En 1957, il devient le premier professeur de pédopsychiatrie de l'université Johns-Hopkins. Il fut également le premier rédacteur en chef du Journal of Autism and Childhood Schizophrenia de 1971 à 1974.
Entre 1963 et 1969, il est consultant au Children’s Guild Clinical.

## Travaux

### Tableau clinique de l'autisme
C'est en 1943 que Léo Kanner propose une description clinique de l'autisme infantile.
Il insiste sur le fait que l'autisme est là « d'emblée » (« Il existe d'emblée un repli autistique extrême qui, chaque fois que c'est possible, fait négliger, ignorer, refuser à l'enfant tout ce qui lui vient de l'extérieur ») contrairement à la schizophrénie ; c'est la raison pour laquelle il qualifie de « précoce » l'autisme infantile. Il tente donc de distinguer l'autisme infantile précoce de la schizophrénie infantile (le terme d'autisme introduit par Eugen Bleuler, désigne un symptôme de la schizophrénie).
Les deux traits pathognomoniques de l'autisme infantile présentés par Kanner sont :
- aloneness (solitude extrême) ;
- sameness (immuabilité, maintien de la permanence).

« Toutes les activités et paroles de ces enfants sont en permanence régies de façon rigide par le désir très fort de solitude et d'absence de changement ».
Depuis 1943, Kanner a légèrement modifié ses positions : ainsi, avec Eisenberg, il définit en 1956 un âge d'entrée dans la pathologie comme critère diagnostic alors qu'il avait  suggéré en 1943 le caractère inné de l'autisme. La limite fut alors fixée à trente mois.

### Ambivalence de Kanner concernant l'influence des parents
À de multiples reprises, de 1935 à 1960 au moins, L. Kanner a déploré que certains comportements des mères puissent être source de confusion pour les enfants. Dans son article de 1943, il fait remarquer que les enfants autistes sont souvent élevés par des mères manquant de chaleur, le terme employé était « mères réfrigérateurs ».
Puis, en 1956, L. Kanner et L. Eisenberg vont écrire un article où ils approfondissent le monde autistique en se centrant sur les signes d’isolement (aloness), d’immuabilité (sameness) et le rôle de l’environnement de l’enfant en mettant en avant la froideur familiale déjà citée dans l’article de 1943 : « and emotionally frigid backgrounds » (Eisenberg et Kanner, 1943, p. 8), et plus loin : « The emotional frigidity in the typical autistic family suggests a dynamic experiential factor in the genesis of the disorder in the child » (Eisenberg et Kanner, 1943, p. 8) (tr : La frigidité affective dans la famille autiste typique suggère un facteur dynamique d'expérience dans la genèse de la maladie chez l'enfant).
Ils vont citer les travaux du Dr Lewis pour corroborer leurs observations sur les familles d'enfants autistes : « The most recent study by Dr Lewis casts doubt on the concept of a specific personality pattern in the child who has suffered from lack of mothering, but does confirm the significant correlation between disturbed, usually antisocial behavior and early separation from the mother without adequate substitution » (Eisenberg et Kanner, 1956, p. 10) (« L'étude la plus récente réalisée par le Dr Lewis jette le doute sur le concept d'un modèle spécifique de la personnalité chez l'enfant qui a souffert d'un manque de maternage, mais confirme la corrélation significative entre, le comportement perturbé généralement antisocial et la séparation précoce de la mère sans substitution adéquate. » (Lewis, H. Deprived Children : a Social and Clinical Study. Oxford University Press, new York, 1954).
À la fin de l'article, ils soulèvent la question de la capacité de l'enfant autiste à penser l'autre, à le différencier d'un objet ou d'eux-mêmes et avancent l’idée qu’une configuration émotionnelle familiale jouerait un rôle dans la genèse de l’autisme : « It is difficult to escape the conclusion that this emotional configuration in the home plays a dynamic role in the genesis of autism » (Eisenberg et Kanner, 1956, p. 11) (« Il est difficile d'échapper à la conclusion que cette configuration émotionnelle à la maison joue un rôle dynamique dans la genèse de l'autisme »). L'idée même d'une transmission transgénérationnelle y est abordée : « …if one considers the personalities of the parents who have been described as "successfully autistic", the possibility suggests itself that they may represent milder manifestations and that the children show the full emergence of the latent structure » (Eisenberg et Kanner, 1956, p. 8) (« Si l'on considère la personnalité des parents qui ont été décrits comme des « autistes manqués », la possibilité elle-même suggère qu'ils peuvent représenter des manifestations moins lourdes et que les enfants montrent l'émergence complète de la structure latente »).
Leur recherche montre l'importance du maternage et de l'environnement pour lutter contre le comportement de "aloneness" de l'enfant, ils citent en exemple les recherches faites dans le Kibboutz.
Ils restent dans une dynamique de l'inné : « These children were, in general, conceived less out of the a positive desire than out of an acceptance of childbearing as part of the marital contract » (Eisenberg et Kanner, 1956, p. 10) (« En général, ces enfants ne sont pas tant le produit d’un désir réel d’avoir des enfants que celui d’une attitude résignée considérant que donner naissance à un enfant fait partie du contrat conjugal. »). Pour conclure, ils défendent l'hypothèse d'une convergence plurifactorielle entre l’hérédité et l’environnement (Eisenberg et Kanner, 1956, p. 11).

## Publications
Nota: En 2010 les données biographiques des divers ouvrages consacrés à Kanner reposaient toutes sur un ouvrage d'Edith Raddatz de 1976,

### Livres
- (en) 1928 Folklore of the teeth, New-York, The Macmillan company (ref 126688036) (réédité en 1968 chez Singing Tree Press)
- (en) 1935 Child psychiatry, Springfield, Illinois, C.C. Thomas, First Edition.  (ISBN 9780398021993) (1948,2e édition;1960,3e édition;1972,4e édition))
- (en) 1941 In Defense of Mothers. How to Bring Up Children In Spite of the More Zealous Psychologists
- (en) 1964 A History of the care and study of the mentally retarded, Springfield, Ill : C.C. Thomas,  (ISBN 9780398030384)
- (en) 1973 Childhood Psychosis: Initial Studies and New Insights, John Wiley & Sons Inc (July 1973)  (ISBN 978-0470456101)
- Autobiographie non publiée consultable à l'American Psychiatric Association, Washington, DC[17]

### Autres publications
- Thèse de doctorat sur l'électrocardiographie et la cardiophonographie (archives de l'Université de  Humboldt)
- 1924 Die Verwendung der Zähne ausserhalb der Mundhöhle bei der verschiedenen Völkern, Zeitschrift für Zahnheilkunde[18]
- (en) 1926 A psychiatric study of Ibsen's "Peer Gynt" , The Journal of Abnormal and Social Psychology
- (en) 1926 The Museum of formal and verbal expressions at the Yankton State Hospital, American Journal of Psychiatry
- (en) 1926 article d'ethnoneuropsychiatrie dans l'American Journal of Psychiatry
- (en) 1931 Judging Emotions From Facial Expressions, (Review, The Psychological) Psychological Monographs. Vol. 41, no 3
- (en) 1937 The invalid reaction in children, Extrait de : The Journal of Pediatrics, vol. 11, no 3, p. 341, septembre 1937
- (en) 1938 The paediatric-psychiatric alliance, Can Med Assoc J. 1938 Jan;38(1):71-4[19].
- (en) 1942  Exoneration of the feebleminded. American Journal of Psychiatry, 99,17–22.Où Léo Kanner s'oppose à l'euthanasie des personnes jugées déficientes. Concernant leur stérilisation, sa position y était moins tranchée.
- (en) 1943 Autistic disturbances of affective contact, Nervous Child, 2, 3, p. 217-250[20]. 
  - Traduction française intégrale, Les troubles autistiques du contact affectif, Neuropsychiatrie de l'enfance, 1990, 38(1-2), 64-84. (texte sur internet)
- (en) 1944 Early infantile autism, J. Pediatr. no 25, p. 211-217
- (en) Irrevelant and metaphorical language in early infantile autism, American Journal of Psychiatry, 1946.
  - Traduction française intégrale Le langage hors-propos et métaphorique dans l'autisme infantile, Revue Psychologie Clinique, no 14, 2002[21].
- (en) 1949 Kanner L (1949). Problems of nosology and psychodynamics in early childhood autism. Am J Orthopsychiatry 19 (3): 416–26 [22]
- (en) 1951 The conception of wholes and parts in early infantile Autism, American Journal of Psychiatry. 1951 Jul;108(1):23-6 [23]
- (en) 1955  Kanner L and Eisenberg L. Child psychiatry; mental deficiency. American Journal of Psychiatry 1955: 111:520-523.
- (en) 1955 Psychopathology of childhood, Ph. Hoch and Zubin J.
- (en) 1956 Kanner L and Eisenberg L. Child psychiatry; mental deficiency. Am J Psychiat. 1956; 112:531-534.
- (en) 1956 Kanner L, Eisenberg L Early infantile autism 1943–1955. Am J Orthopsychiatry 26 (3): 556–66.
- (en) 1957 Kanner L and Eisenberg L. Child psychiatry: mental deficiency. Am J Psychiat. 1957; 113:617.
- (en) 1957 Kanner L and Eisenberg L. Childhood problems in relation to the family. Pediatrics 1957; 20:155-164
- (en) 1958 Kanner L and Eisenberg L. Child psychiatry; mental deficiency. Am J Psychiat. 1958; 114:609-615.
- (en) 1959 Johann Jakob Guggenbühl and the Abendberg», in Bulletin of the History of Medicine, 32, 1959, 489-502
- (en) 1959 Kanner L and Eisenberg L. Child psychiatry and mental deficiency. Am J Psychiat. 1959; 115:608-611.
- (en) 1959 Eisenberg L, Ascher E and Kanner L. A clinical study of Gilles de la Tourette's disease (maladie des tics) in children. Am J Psychiat. 1959; 115:715-523.
- (en) 1962 Kanner L, Emotionally Disturbed Children: A Historical Review 1962, Child Develpm., 1962,33,97-102 [24]
- (en) 1965 Infantile autism and the schizophrenias, Behav Sci. 1965 Oct;10(4):412-20 [25]
- (en) 1971 Follow-up study of eleven autistic children originally reported in 1943 ; traduction française par Marie Rosenberg dans Neuropsychiat.Enf. Ado., 1992,40,5-6,317-322[26]
- (en) 1973 The birth of early infantile autism, Journal of Autism and Childhood Schizophrenia.